# 格維茲季夫
50°38′30″N 27°8′54″E / 50.64167°N 27.14833°E
格維茲季夫（烏克蘭語：Гвіздів）是位於烏克蘭西北部里夫內州裏里夫內區的村莊，始建於1629年，面積16.9平方公里，2022年人口1,000，人口密度每平方公里72.5人。